# Donski kozaki
Donski kozaki (rusko Донские казаки, ukrajinsko Донські козаки) ali Donci (rusko донцы, latinizirano: donci, ukrajinsko донці) so kozaki, ki so se naselili vzdolž srednjega in spodnjega toka reke Don. Zgodovinsko so bili locirani znotraj tistega, kar je bilo Donska kozaška vojska (ukrajinsko Головне Донське військо, rusko Донско́е kazáчье во́йско), ki je bila bodisi neodvisna bodisi avtonomna demokratična republika v današnji Južni Rusiji in regiji Donbas v Ukrajini, od konca 16. stoletja do leta 1918. Od leta 1992 se s predsedniškim odlokom Ruske federacije lahko kozaki vpišejo v poseben register. Številne kozaške skupnosti so bile obnovljene za spodbujanje kozaških kulturnih tradicij, vključno z Donsko kozaško vojsko.
Donski kozaki so imeli bogato vojaško tradicijo, saj so igrali pomembno vlogo v zgodovinskem razvoju Ruskega cesarstva in sodelovali v večini njegovih velikih vojn.

## Etimologija in izvor
Ime kozak (казак, козак) se je pogosto uporabljalo za opisovanje 'svobodnih ljudi' v nasprotju z drugimi z različnim položajem v fevdalni družbi (tj. kmetje, plemiči, kleriki, itd.). Beseda kozak je bila uporabljena tudi za migrante, postopače in razbojnike.
Natančen izvor kozakov ni znan. V sodobnem pogledu so donski kozaki potomci slovanskih ljudi, ki so prišli izza Dnepra, iz Novgorodske republike in kneževine Rjazan, ter Ostrogotov-Alanov, ki izvirajo iz zahodnega dela Severnega Kavkaza.

## Zgodovina

### Zgodnja zgodovina
Pred več kot dva tisoč leti so na bregovih reke Don živeli Skiti. Na tem območju so našli številne skitske grobnice. Kasneje so območje naselili Hazari in Kumani. Stepe reke Don so poimenovali 'divje polje' (Дикое Поле). Območje je bilo pod splošnim nadzorom Zlate horde, tam pa so gostovale tudi številne tatarske oborožene skupine, ki so napadale ruske in tuje trgovce.
Prvi kristjani, ki so se naselili na ozemljih okrog Dona, so bila plemena Jasi in Čerkezi. Po padcu Zlate horde leta 1480 se je v to deželo iz Novgorodske republike  po bitki pri Šelonu in iz sosednje kneževine Rjazan začelo širiti več ruskih kolonistov. Do konca 16. stoletja so donski kozaki naselili neodvisna svobodna ozemlja.

### 15.–17. stoletje
Kozaki v Rjazanu se omenjajo leta 1444 kot branilci Pereslavelj-Zalesski proti enotam Zlate horde in v pismu Ivana III. Ruskega iz leta 1502. Po padcu Zlate horde leta 1480 je bilo območje okoli reke Don razdeljeno med Krimsko zahodna stran in Nogajsko vzhodno stran. Na njihovi meji so od 14. stoletja obsežno stepo Donske regije poseljevali tisti ljudje, ki niso bili zadovoljni z obstoječo družbeno ureditvijo, tisti, ki niso prepoznali moči posestnikov, bežeči kmetje, tisti, ki so hrepeneli po svobodi. Sčasoma so se spremenili v združeno skupnost in se imenovali kozaki. Sprva je bila glavna dejavnost teh majhnih oboroženih odredov lov in ribolov, pa tudi nenehen boj proti Turkom in Tatarom, ki so jih napadali. Šele kasneje so se začeli naseljevati in delati na zemlji.

#### 16. stoletje
Prvi zapisi o kozaških vaseh (stanicah) segajo v leto 1549. Leta 1552 so se donski kozaki pod poveljstvom atamana Suzarja Fedorova med obleganjem Kazana leta 1552 pridružili vojski Ivana Groznega. 2. junija 1556 je kozaški polk atamana Ljapuna Filimonova skupaj z moskovsko vojsko, ki je imela strelce, osvojil in si priključil Astrahanski kanat.
V času vladavine Ivana Groznega se je ataman Jermak Timofejevič odpravil na ekspedicijo, da bi osvojil Sibirijo. Potem ko je jeseni 1582 premagal kana Kučuma in zasedel Isker, glavno mesto Sibirskega kanata, je Jermak pozimi 1583 poslal silo Kozakov po Irtišu. Odred, ki ga je vodil Bogdan Brjazga (po drugih virih, kozaški poglavar Nikita Pan) je prešel skozi dežele konda-pelimskih Vogulov in dosegel obzidje mesta Samarovo. Presenečeni nad napadom kozakov so se Ostjaki (tudi Hanti) predali. Jeseni 1585, kmalu po Jermakovi smrti, so kozaki na čelu z vojvodo (poveljnikom vojske) Ivanom Mansurovim ustavili prvo rusko utrjeno mesto v Sibiriji Obskoj ob ustju reke Irtiš na desnem bregu reke Ob. Deželi Hantov in Mansov sta tako postali del ruske države, dokončno sta bili osvojeni z ustanovitvijo mest Pelim in Berezov leta 1592 in Surgut leta 1594. Zaradi Jermakove odprave je Rusija lahko aneksirala Sibirijo.

#### 17. stoletje
Med poljsko-rusko vojno (1605–1618) je poljsko-litovski plemič Aleksander Józef Lisovski ustanovil konjeniško skupino plačancev (po smrti imenovano Lisowczycy) iz različnih izobčencev, delno tudi Donskih Kozakov. Ta skupina je služila pod poljsko krono; po vojni so Lisowczycy sodelovali v Moldavskih magnatih vojnah (bitka pri Humennéju 23. novembra 1619) v Zgornji Madžarski (zdaj vzhodna Slovaška); pozneje so Šlezijo in Moravsko oropali kot zavezniki habsburške vojske v češki vstaji - prva faza tridesetletne vojne. Ta faza je doživela vrhunec v bitki na Beli gori 8. novembra 1620 (blizu Prage, glavno mesto Češke krone, zdaj Češka), kamor je Lisowczyce poslal madžarski grof Johann T’Serclaes von Tilly, proti madžarski konjenici. Zmagali so in zasegli dvajset praporov. Po bitki so terorizirali ljudi po Pragi in drugih mestih, tako da so jih 7. maja 1621 na hitro plačali in odpustili iz službe. Nekateri so se vrnili na Poljsko, drugi pa pod Habsburžane Maksimilijana I., bavarskega volilnega kneza.
Pod Petrom Velikim in kasnejšimi vladarji so donski kozaki sodelovali v številnih vojaških akcijah, zaradi katerih se je rusko cesarstvo razširilo od Črnega do Baltskega morja. Kozaki so se  dolga leta vojskovali proti Osmanom in Krimskemu kanatu. Leta 1637 so donski kozaki, ki so se jim pridružili še zaporoški kozaki, zajeli strateško osmansko trdnjavo Azov, ki je varovala Don. Obramba Azovske trdnjave leta 1641 je bila ena ključnih akcij v zgodovini donskih kozakov. Po popolnem prevzemu svobodnih ozemelj donskih kozakov pod nadzorom Moscovicov je bila zgodovina donskih kozakov popolnoma prepletena z zgodovino ostale Rusije. V zameno za zaščito južnih meja srednjeveške Rusije so donski kozaki dobili privilegij, da niso plačevali davkov in carska oblast v kozaških deželah ni bila tako absolutna kot v drugih delih Rusije.
V tem obdobju so bili trije najbolj razvpiti ruski uporniki, Stjenka Razin, Kondrati Bulavin in Emelian Pugačev, donski kozaki.

### 18. – 19. stoletje
Po letu 1786 se je ozemlje donskih kozakov uradno imenovalo dežela Donske voiske, leta 1870 pa se je preimenovalo v provinco Donske vojske (Oblast Vojska Donskogo) (trenutno del oblasti Rostov na Donu, Volgograd in Voronež v Ruski federaciji in del Luganske oblasti v Ukrajini).
Leta 1805 se je prestolnica donskih kozakov preselila iz Čerkaska v Novočerkask (Novi Čerkask) .
Donski kozaki so bili zaslužni oziroma so imeli pomembno vlogo pri odvračanju Napoleonove invazije na Rusijo. Pod poveljstvom grofa Matveja Ivanoviča Platova so se borili v številnih bitkah proti Grande Armée. V bitki pri Borodinu so donski kozaki napadli v zadnji del francoske vojske. Platov je poveljeval vsem kozaškim četam in uspešno pokril umik ruske vojske v Moskvo. Donski kozaki so se odlikovali tudi v naslednjih akcijah in sodelovali pri zavzetju Pariza. Napoleon je izjavil »kozaki so najboljše lahke čete med vsemi, ki obstajajo. Če bi jih imel v svoji vojski, bi z njimi šel skozi ves svet«.
V splošnem popisu leta 1884 je bilo moškega prebivalstva donskih kozakov 425.000. Bili so bili največja izmed desetih tedanjih kozaških vojsk in so zagotavljali več kot tretjino celotne kozaške moči za vojaško službo.

### 20. stoletje

#### Prva svetovna vojna
Na predvečer prve svetovne vojne je donsko kozaško vojsko sestavljalo 17 rednih polkov plus 6 samostojnih stotnij. Poleg tega sta bila na območju Dona novačena dva polka cesarske straže. Do leta 1916 se je donska kozaška vojska razširila na 58 linijskih polkov in 100 ločenih stotnij. Osrednja lega donskega ozemlja je pomenila, da so bile te enote zelo zaposlene tako na nemški kot avstro-ogrski fronti, čeprav manj proti osmanskim Turkom na jugu. Vrednost donskih in drugih kozakov kot nameščenih čet je ponazorjena z odločitvijo, sprejeto leta 1916, da se odstrani približno tretjina redne ruske konjenice, a da se ohranijo kozaški polki v njihovi tradicionalni vlogi.

#### Revolucija februarja 1917
Ob izbruhu februarske revolucije 1917 so bili trije regimenti donskih kozakov (1., 4. in 14.) sestavni del garnizona Sankt Peterburga. Delno so bili novi rekruti iz revnejših regij, na te enote pa je vplivalo splošno razočaranje nad carjevo vlado. Skladno s tem niso ukrepali učinkovito, ko so jim naročili, da umirijo naraščajoče demonstracije v mestu. Poročila, da se na zgodovinsko lojalne donske kozake ni bilo več zanašati, so pomemben dejavnik nenadnega zloma carskega režima.

#### Boljševiško preganjanje
Donska kozaška vojska je bila razpuščena na ruskih tleh leta 1918, po ruski revoluciji, vendar so donski kozaki v Beli armadi in tisti, ki so se izselili v tujino, še naprej ohranjali svoje tradicije, glasbo in drugače. Mnogi so v različnih krožkih po Evropi in ZDA našli zaposlitev z jahanjem. Admiral Aleksander Vasilijevič Kolčak, eden voditeljev belega gibanja med rusko državljansko vojno, je bil po rodu donski kozak. Po porazu Bele armade v ruski državljanski vojni je nad preživelimi kozaki in njihovimi domovinami potekala politika razkosavanja (rusko Расказачивание, Raskazachivaniye - sistematična represija proti kozakom ruskega cesarstva, zlasti donskih in kubanskih, med letoma 1917 in 1933 namenjena izločitvi kozakov kot ločene etnične, politične in gospodarske celote), saj so nanje gledali kot na grožnjo novemu sovjetskemu režimu.
Kozaški domobranci so bili pogosto zelo ustvarjalni in v času kolektivizacijske akcije so mnogi kozaki delili usodo kulakov. Po zgodovinarju Michaelu Kortu je »med letoma 1919 in 1920 od približno 1,5 milijona donskih kozakov boljševiški režim pobil ali deportiral približno 300.000 do 500.000«. Tudi regija je močno trpela v času sovjetske lakote 1932–33 zaradi sovjetske politike.

#### Donski kozaki v drugi svetovni vojni
20. aprila 1936 je bila odpravljena prejšnja prepoved služenja kozakom v Rdeči armadi. Pozneje istega leta sta bili dve obstoječi konjeniški diviziji Rdeče armade ponovno imenovani za donske kozake. Do leta 1939 so številni ti polki nosili tradicionalne kozaške uniforme v svečani in terenski službi. Obleka donskih kozaških enot je imela široke rdeče črte na temno modri podlagi, kar je bila njihova značilnost pred revolucijo. Donski kozaški konjeniški korpus je doživel zelo aktivno službo do leta 1943, nato pa se je njegova vloga zmanjšala (tako kot preostale konjeniške enote Rdeče armade) . Kljub temu je konjenica donskih kozakov obstajala še do leta 1945 in je sodelovala na paradi zmage v Moskvi.
Med drugo svetovno vojno so donski kozaki zbrali največjo koncentracijo kozakov znotraj nemške vojske, XV. SS kozaški konjeniški korpus. Velik del kozakov je bil nekdanjih ruskih državljanov, ki so se odločili, da se borijo ne toliko za Nemčijo kot proti Sovjetski zvezi. XV. SS kozaški konjeniški korpus je vključeval 1. kozaško divizijo in 2. kozaško divizijo.

### 21. stoletje

#### Sodobni Donski kozaki
Danes je ruska država zelo različna. Med letoma 1917 in 1941 je bilo več kot polovica prebivalstva donskih kozakov umorjenih ali deportiranih. Nasledniki deportiranih med sovjetskim terorjem se ne morejo vrniti v domovino. To je zato, ker jih zakon o restituciji ne priznava kot žrtve komunizma.
Provladna vojska se je razdelila v dve različni organizaciji. Donski kozaki so bili oživljeni v začetku 1990-ih, vlada Ruske federacije pa jih je uradno priznala leta 1997, njen ataman je dobil čin, oznake in uniformo polnega maršala.
Leta 1992 so se med vojno v Pridnestrju pridružili separatističnim silam.
Še vedno obstaja več 'organizacij protikomunističnih kozakov zunaj Rusije'. Najbolj znana je Vsemogočna donska vojska zunaj Rusije', ki je bila nekdaj pod poveljstvom generalmajorja in zadnjega viteza Reda svetega Jurija, atamana Nikolaja Vasiljeviča Fedorova (1901–2003), in od februarja 2006 pod J. L. Miheevom.
Od leta 2014 je neznano število donskih kozakov sodelovalo na ruski strani v vojni v vzhodni Ukrajini. Po poročanju je bilo ustanovljenih več vojaških formacij, čeprav je bila večina teh skupin pozneje razpuščena in integrirana v oborožene sile DPR (Donecka ljudska republika) in LPR (Luganska ljudska republika).

## Narodni simboli Donskih kozakov

### Zastava
Med skupščino donskih kozakov v Novočerkasku v Donski republiki, 4. maja 1918, je bila pod vodstvom atamana Piotra Krasnova določena zastava donskih kozakov. Zastava ima tri barve: modro, rumeno in rdečo. Zastava je podobna kot ukrajinska, tudi sprejeta leta 1918, na katero je Donska republika mejila na zahodu.

### Grb
Grb je bil znan od 17. stoletja. Sprejet je bil kot simbol Donske republike 15. septembra 1918.

### Uniforma
Do leta 1914 je bila razpoznavna barva donske kozaške vojske rdeča: nosili so jo na traku kape in široke pasove na temno modri uniformi ohlapnega kroja, ki je običajen za stepske kozake. Občasno so nosili visoke klobuke iz jagnjetine, z rdečimi platnenimi vrhovi. Naramnice so bile enako temno modre kot kaftan (plašč). Namesto ostrog je bil uporabljen bič Pred letom 1908 so morali posamezni kozaki od vseh vojske priskrbeti svoje uniforme (skupaj s konji in vprego). Vendar sta velikost in relativna pripadnost omogočila ustanovitev tovarn oblačil v javni lasti.
Leta 1908 je bila sprejeta terenska tunika, ki je nadomestila temno modre plašče ali bele (poletne) bluze, ki so jih prej nosili za običajne naloge. Vendar pa so modre jahalne hlače s širokimi rdečimi črtami, ki so bile dolgo značilne za donsko vojsko, še naprej nosili aktivni kozaki med obema svetovnima vojnama.

### Himna
Всколыхнулся, взволновался православный Тихий Дон je napisal Fedor Anisimov leta 1853. (v ruščini) 

## Religija
Večina donskih kozakov je ruskih pravoslavcev, ki veljajo za varuhe vere. Velik odstotek je bilo starovercev. Že leta 1903 je bilo starovercev najmanj 150.000 od skupaj 2.500.000 članov Donske eparhije. Ataman grof Matvei Platov je bil iz staroverske družine Popovci. Donski kozaki so bili strpni do drugih religij - razen Judov - in so v svoje skupnosti sprejemali budiste, muslimane, staroverce in pogane.

## Običaji in kultura
Kozaki so imeli demokratično družbo, v kateri so bile najpomembnejše odločitve sprejete na skupni skupščini (Казачий Круг). Skupščina je izvolila začasno oblast – ataman.
Donski kozaki so bili zaradi dolgih spopadov s Krimskim kanatom in Osmanskim cesarstvom spretni konjeniki in izkušeni bojevniki. Svojo vojaško službo so prodajali različnim silam v vzhodni Evropi. Skupaj s poljskim kraljem so v času nemirov (Смутное Время) napadli Moskvo in pod rusko oblastjo izvajali napade in ekspedicije proti osmanski Turčiji in kadžarski Perziji.
Izolirani med ruskim in muslimanskim ozemljem so razvili izrazito kulturo in jezik, ki je zlil ukrajinske, ruske, kalmiške in tatarske elemente.
Imajo tradicijo zborovskega petja in številne njihove pesmi, kot so Chyorny Voron ('Črna vrana') in Ljubo, Braci,'Ljubo ('Dobro je, bratje, dobro'), so postale priljubljene po vsej Rusiji. Veliko pesmi govori o smrti v vojni.
Vse do 18. stoletja so v skupščini potekale poroke in razveze (Казачий Круг). Če se je kozak hotel poročiti z žensko, naj bi jo pripeljal na skupščino na predstavitev. Če je skupščina dala soglasje, je sledila poroka. Enak postopek je potekal, če je prišlo do ločitve. Peter I. je prepovedal te prakse v skupščini in zahteval, da se kozaki poročijo le v cerkvi.
Kozaška poroka je zapleten obred, ki ga spremljajo pesmi, plesi in nastopi. Ženin prispe na konju in nevesto odpelje v cerkev, za njim pa poročna povorka. Po poroki bi se vsi prisotni odpravili v ženinovo hišo. Tam bi starši blagoslovili par, razrezali štruco kruha nad glavo in jih potresli s pšenico, oreščki, sladkarijami in hmeljem. Nevestini lasje bi bili potem nepovezani v skladu s tradicionalnimi obredi.
Ko se je v kozaški družini rodil sin, so mu sorodniki podarili puščico, lok, kroglo, naboj in pištolo. Vsi ti predmeti so bili obešeni na steni, nad dečkovo posteljo. Pri treh letih je fant začel jahati konja. V starosti 7 do 8 let so ga pustili jahati po ulici, smel je loviti ribe in loviti z odraslimi.
Konjske dirke so bile priljubljena zabava. Jahači so tekmovali v ciljanju na tarčo in streljati s konja. Najbolj spretni so to zmogli stoje na konjih. Tradicionalna praksa je bila, da so kozaške družine mlademu kozaku priskrbele dva konja, uniformo in orožje.
Kozakovo slovo je bil vedno praznik. Vsi odhajajoči kozaki bi se zbrali v cerkvi in si okoli vratu obesili majhno vrečko, ki je vsebovala ščepec njihove domače zemlje, preden bi začeli peti. Ko so zapustili svojo stanico, so spili skodelico vodke in se poslovili od domače dežele.

### Zbor Donskih kozakov Serge Žarov
Zbor Donskih kozakov Serge Žarov je bil skupina nekdanjih častnikov ruske cesarske vojske, ki so odkrili petje v Çilingirju (blizu Carigrada), kamor so pobegnili po porazu svoje vojske na Krimu. Uradni koncertni prvenec so izvedli na Dunaju leta 1923 pod vodstvom njihovega ustanovitelja, dirigenta in skladatelja Serge Žarova.
Zbor je postal priljubljen v Ameriki, na Japonskem in v Evropi, po svetu pa je gostoval v 1930-ih, 1940-ih in 1950-ih letih, do danes. Moški, oblečeni kot kozaki, pojejo a cappella rusko sakralno in posvetno glasbo, vojaške, ljudske in umetniške pesmi. Kozaške plese na koncu dodajo v njihov program.

## V popularni kulturi
Monumentalno delo Mihaila Šolohova z naslovom Tihi Don (rusko Тихий Дон) se simpatično ukvarja z donskimi kozaki in prikazuje uničenje njihovega načina življenja, ki je posledica prve svetovne vojne in ruske državljanske vojne.